# Yoshiyuki Kaneko
Pour les articles homonymes, voir Kaneko (homonymie).
 (avril 2019).
 (avril 2019).
Yoshiyuki Kaneko (金子 由之, Kaneko Yoshiyuki) est un acteur et seiyū japonais né à Tokyo le 26 octobre 1961. 
S'il ne tient que quelques rôles mineurs comme acteur et comme doubleur dans des animes, il est surtout connu pour ses nombreuses voix sur des productions occidentales (J.J. LaRoche dans Mentalist ou Richard Woolsey dans Stargate SG-1).

## Rôles

### Drama
- Tokkyū Shirei Solbrain - Épisode 46, Nishikawa. (1991, TV Asahi).
- Kinyōbi Entertainment (金曜エンタテイメント) - Introduction de l'épisode anniversaire des cinq ans de l'émission (1991, Fuji TV).
- Saturday Night at the Mysteries (土曜ワイド劇場) - deux heures de séries télévisées (TV Asahi)
  - Shūchakueki Series - Épisode 3  Butō de la mort, Katsumata (1992).
  - Satsujin Meikyū ka no Mei Keibu (殺人迷宮課の名警部) -  Détective Nagasawa (1998).
  - 100 no Shikaku wo Motsu Onna Futari no Batsuichi Satsujin sōsa (100の資格を持つ女〜ふたりのバツイチ殺人捜査) - Épisode 10, Propriétaire d'un magasin (2015).
- Tokusō Robo Janperson -  Épisode 43 Le plus puissant des Dieux, père de Reiko Ayanakōji (1994, TV Asahi).
- Yo ni mo Kimyō na Monogatari Fuyu no Tokubetsuken (世にも奇妙な物語 冬の特別編) - Épisode spécial, Détective Okamura (1994, Fuji TV).
- Kayōbi Suspense Gekijō (火曜サスペンス劇場) - deux heures de séries télévisées (Nippon TV)
  - Shōkyō Mystery (小京都ミステリー) - Épisode 12 Le meurtre de Michinoku Sakata (1994)
  - Takahashi Hideki no Senchō Series (高橋英樹の船長シリーズ) - Épisode 8 (1996)
  - Hitokoto no tsumi - (1998)
  - Shinpen Keigō (身辺警護) - Épisode 4 (1999)
  - Shinpen Keigō - Épisode 7 (2001)
  - Shinpen Keigō - Épisode 10 (2002)
- Gūgū datte Neko de aru (グーグーだって猫である) - Épisode 5 (2014, WOWOW)

### Théâtre
- Le Roi Lear (2014).
- Kuro nboto Inu-tachi no Sensō (黒んぼと犬たちの闘争) (2015)
- Christmas (2015 - 2016)

### Doublage

#### Anime
1999
- Les Enquêtes de Kindaichi - Washio Kōzō.
- Turn A Gundam - Capitaine Aspit (épisodes 48-49), un marchand (épisode 23).

2000
- Boogiepop Phantom - Père de Saki (épisodes 9-10).

2001
- Digimon Tamers - Père d'Henry (Janyu Tao Wong).
- Hellsing - Soldat du MI5

2002
- Hikaru no Go - Un prêtre (épisode 61), un PDG (épisode 66), un reporter (épisode 74).
- Full Metal Panic! - John Howard Danigan (épisodes 20-23).
- Honō no Mirage - Uesugi Kenshin.

2003
- Kino no Tabi - Un vieillard (épisode 5).
- Texhnolyze - Membre de l'Organo (épisode 15).
- Popolocrois - Le ministre Mom.
- Ghost in the Shell: Stand Alone Complex - Le Premier Ministre.

2004
- Gankutsuō - Valois.
- Chrno Crusade - Un marchand.
- Bakuretsu Tenshi - Un scientifique.
- Monster - Jardinier d'Eva Heinemann (épisode 14).

2005
- Eureka Seven - Un mineur.
- Yakitate!! Ja-pan - Le président.

2006
- Night Head Genesis - Nishikido Kōichi.
- Naruto - Hitode.
- Ray the Animation - Asada.

2007
- Kekkaishi - Un patron (épisode 27).

2008
- Tales of the Abyss - Nordheim (épisode 12).
- Yakushiji Ryōko no Kaiki Jikenbo - Porte parole (épisode 3).

2009
- Michiko to Hatchin - DrDeus (épisode 12).

2010
- Naruto Shippûden - Daimyō du Feu.

2012
- Psycho-Pass - Kuraudo Gouda (épisode 3).
- Smile PreCure! - Le maire.

2014
- Cross Ange - Empereur de Garia.

2017
- The Snack World - Le Roi.

2018
- Megalo Box - Un membre du staff (épisode 7), un commentateur (épisodes 9-13).
- Lupin III Part V - Calvess.

### Films d'animation
- Appleseed - Deucalyon (2004).
- Nitaboh (2004).
- Liz et l'Oiseau bleu (2018) - Arlt.

### OAV[Quoi ?]
- Kai Doh Maru - Abe no Seimei (2001)
- Kaleido Star - Un vieil homme (2005).

### Jeux vidéos
2003
- Wild Arms Alter Code F.

2005
- Yoshitsune Eiyūden Shura - Taira no Tomomori.
- Rogue Galaxy - Fox Baskunage.

2008
- Sonic World Adventure.

#### Films
- Le Poids de l'eau - John.
- About Time[Lequel ?] -  Oncle D.
- Calvary - Père James.
- Mortuary de Tobe Hooper  - Shérif Glen Howell.
- Ennemis jurés - Menenius.
- Cyclone Catégorie 7 : Tempête mondiale -  Mike Davis.
- Mon âme sœur - Mitch.
- Vatel - François Vatel.
- Jesse Stone: Death in Paradise -  Norman Shaw.
- L'Amour aux temps du choléra - Lotario Thugut.
- L'Attaque du métro 123 - Sterman.
- Coup de peigne - Hamilton.
- L'Effroyable Mariée - Stamford.
- Super 8 - Le shérif Pruitt.
- Jakob le menteur - The Whistler.
- Dark Shadows - Le shérif.
- La Malédiction du pharaon - Nathan Cairns.
- Transformers: The Last Knight - Cogman.
- En pleine tempête - Dale Murphy.
- La Légende de Bagger Vance - Walter Hagen.
- Batman v Superman : L'Aube de la justice - Jack O'Dwyer.
- La Chute- Heinz Linge.
- Big Game - Le général Underwood.
- L'Échange - Marco.
- Univers cinématographique Marvel - Erik Selvig.
  - Thor
  - Avengers
  - Thor : Le Monde des ténèbres
  - Avengers : L'Ère d'Ultron
- Le Retour de Mary Poppins - Hamilton Gooding.
- He Got Game - Le coach Billy Sunday.
- Sonic Impact - Le pilote Tom Rush.
- Rec - Le curé.
- L'Empreinte de la mort - Sun Kuan.

#### Séries télévisées
- Alcatraz - Emmet Little.
- Urgences
  - Saison 4 épisode 10 - Joey.
  - Saison 4 à 10 - Bob.
  - Saison 12 épisode 10 - CJ Gordon.
- NCIS : Enquêtes spéciales - Major Dougherty.
- FBI : Portés disparus - Père Walker.
- The Kingdom of the Winds - Sang Ga.
- Kamen Rider Dragon Knight - Le docteur.
- Gilmore Girls - Taylor Doose.
- Esprits criminels - Tivon Askari.
- The Closer : L.A. enquêtes prioritaires - Vincent Morris.
- Cold Case : Affaires classées - Roy Brigham.
- Les Nomades du futur - Savage.
- Les Experts - Détective O'Riley.
- Les Experts, saison 2 - David Phillips.
- Les Experts, saison 9 - Jerzy Skaggs.
- Les Experts : Miami, saison 9 - Patrick Clarkson.
- Les Experts : Manhattan, saison 4 - Felix Hester.
- Les Experts: Manhattan, saison 6 - John Simmons.
- Les Experts: Cyber - Robert Hart.
- Sherlock - Stamford.
- Inspector Alan Banks - Alan Banks.
- Stargate SG-1 - Richard Woolsey.
- Stargate Atlantis - Richard Woolsey.
- Spin City - Donald Trump.
- Scandal - Amiral Hawley.
- Terminator : Les Chroniques de Sarah Connor - Le scientifique.
- Chuck - Brad White.
- Dune - L'empereur Shaddam IV.
- Jumong - Yeon Ta-bal.
- Les Dossiers Dresden - Bob.
- Une chance de trop - Louis Barthel.
- Person of Interest - David.
- Freaks and Geeks - Jeff Rosso.
- Blue Bloods - Jimmy Burke.
- Prison Break - Quinn.
- Fargo - Le capitaine Jeb Cheney.
- Bones - Dr Gordon Waytt.
- Body of Proof - Al Chapman.
- Monk - Miles Franklin.
- Mentalist - Professeur Lewis Stutzer.
- Mentalist - J.J. LaRoche.
- Love - Allan.

#### Dessins animés
- Andersen Stories - Johan.
- Les Pierrafeu - Barney.
- Home Movies - Mr Lynch.

### Théâtre radiophonique
- Seishun Adventure (青春アドベンチャー) - NHK FM Broadcast
  - Retour pendant la Guerre de Genpei (2005) de Kagetoki Kajiwara
  - Horizon perdu (2009) - Sir Henry Bernard

### Radio
- NHK Radio 2 (Voix-off)

### Voix-off de documentaires
- The Bible sur History Channel.
- BBC Natural World.
- Royal Scandal: La souffrance de la reine Elizabeth (ロイヤル・スキャンダル 〜エリザベス女王の苦悩〜) sur NHK BS Premium.